# وانتا
وانتا (سوئدی: Vanda) یک شهر و منطقه‌ای مسکونی در فنلاند، هلسینکی، اسپو می‌باشد.
وانتا با  ۲۱۲٬۴۷۳  نفر سکنه چهارمین شهر پر جمعیت فنلاند بوده و بزرگترین فرودگاه این کشور، فرودگاه هلسینکی در آن قرار دارد.

## شهرهای خواهر خوانده
وانتا با شهرهای زیر خواهرخواندگی (شهرها) دارد:
| - Askim, Norway (1951) - فرانکفورت (اودر)، Germany (1987) - جینان، People's Republic of China (2001) - کینشما، Russia (1969) | - ملادا بلسلاو، Czech Republic (1978) - نوک (گرینلند)، Greenland (1965) | - شالگوتاریان، Hungary (1976) - Seyðisfjörður, Iceland (1980) - سووپسک، Poland (1987) |